# Estadio de Vallehermoso
El estadio de Vallehermoso es un recinto deportivo ubicado en el barrio homónimo distrito de Chamberí, al oeste de Madrid, España.
Se comenzó a construir en 1957 en el distrito de Chamberí, una zona de expansión urbana que estaba consolidándose en aquella época hacia el norte. Se inauguró en abril de 1961, con una capacidad de 12 000 espectadores, con la organización de los Juegos Escolares Nacionales. Al año siguiente se celebraron los II Juegos Iberoamericanos. A lo largo de su historia acogió una gran variedad de competiciones nacionales e internacionales, como numerosos Campeonatos de España, la Copa de Europa de clubes y las fases previas de la Copa de Europa de selecciones internacionales. Se mantuvo abierto durante casi medio siglo, hasta julio de 2007, año en que fue clausurado.
En 2008 se derribó completamente a excepción del arco de entrada en la calle de Avenida de Filipinas. La idea era reconstruirlo para que sirviese como instalación para las Olimpiadas de 2012 o de 2016, que el ayuntamiento de Madrid solicitó infructuosamente organizar en la ciudad durante la alcaldía de Alberto Ruiz Gallardón. 
El solar que había ocupado el estadio permaneció vacío durante nueve años hasta que, en julio de 2017, se aprobó el presupuesto para su reconstrucción y fue reinaugurado el 25 de agosto de 2019 con el regreso al estadio del Meeting de Atletismo de Madrid.
Desde 2024 acoge los partidos  del equipo de fútbol americano los Madrid Bravos en la liga europea EFL.
En junio de 2025 albergó el Campeonato Europeo de Atletismo por Equipos.

## Características
El nuevo estadio tiene capacidad para 10 000 espectadores en sus gradas parcialmente cubiertas y dos pecularidades: una pista principal con el tartán de color verde y una pista auxiliar de calentamiento cubierta y elevada sobre la grada norte que permite que los atletas se ejerciten en condiciones óptimas . La recta es de 110 metros con 9 calles.

## Ubicación
El estadio de Vallehermoso se encuentra en la avenida de Filipinas, 7. Tiene acceso también por la calle de Melquíades Álvarez, 10 (antigua calle Juan Vigón). En la manzana también se encuentran las calles Jesús Maestro y Santander.